# 拾芥抄
『拾芥抄』（しゅうがいしょう）は、南北朝時代初期に著された類書（百科事典）。全3巻。『拾芥略要抄』（しゅうがいりゃくようしょう）、『略要抄』（りゃくようしょう）とも呼ばれる。

## 概要
『拾芥抄』の撰者については諸説あり、鎌倉時代後期から南北朝時代にかけての公卿・洞院公賢が編纂し、実熙が増補したとする説、永仁2年（1294年、公賢4歳の年）に書写された『本朝書籍目録』写本に「拾芥略要抄」の名が見られることから、鎌倉時代中期に原型が成立し、『本朝書籍目録』成立後の暦応年間に公賢がそれを増補・校訂したとする説などがある。
内容は貴族としての必須事項を72部門に分類して、訓と略注をつけたものである。現存本は『口遊』・『二中歴』などの先行の書物の流れを引き継ぎ、歳時以下、経史、和歌、風俗、百官、年中行事など公家社会に必要な知識を中心とした99部（上巻35・中巻25・下巻39）及び「宮城指図」「八省指図」「東西京図」などの地図・図面類を多数含んでいる。『源氏物語』について、その巻名目録に現行の54帖に含まれない「桜人」の巻を挙げるなど独自の記述を有している。中世だけでなく近世でも重宝され、徳川光圀が本書について尋ね、家臣の学識を測ったという逸話が残る。
現存最古の写本として、室町時代初期のものと推定される東京大学史料編纂所所蔵の残欠本（重要文化財）があるほか、室町時代から戦国時代にかけての写本が多数現存し、江戸時代には慶長古活字本などがたびたび刊行された。

## 撰者について
古くは『日本書籍考』『槐記』『群書一覧』等に東山左府・東山左大臣の作と記されていることから洞院実熙の著とされていたが、江戸時代後期の国学者である高田與清（小山田与清）、中山信名、前田夏蔭、山川真清等は洞院公賢の著とした。明治に入り国文学者の萩野由之、漢文学者の岡田正之、国語学者の松井簡治も塙本、天文本等の写本の奥書から公賢説を執ったが、和田英松は「拾芥略要抄」の名で『本朝書籍目録』に見え、同目録は永仁以前に収録されたことから、『拾芥抄』は公賢以前に存在して、公賢が抄録したものと論じた。
現在、国文学研究資料館の日本古典籍総合目録データベース等では、著者について洞院公賢編、洞院実煕補としている。

## 書名について
正称を『拾芥略要抄』とする百科事典等があるが、例えば京都大学附属図書館所蔵（清家文庫本）『拾芥抄』上巻の首題に「拾芥抄」、中巻の首題に「略要抄」、下巻の首題に「拾芥略要抄」と記されていることから、正称を『拾芥略要抄』とする根拠がなく、国文学研究資料館の日本古典籍総合目録データベースでは、統一書名を『拾芥抄』とし、別書名を『略要抄』『拾芥略要抄』としている。

## 一覧
- 上巻：歳時部第一～楽器部第三十五
- 中巻：百官部第一～田籍部第二十五
- 下巻：諸社部第一～養生部第三十九

## 文化財指定
前述の東京大学史料編纂所所蔵本が、昭和32年（1957年）2月19日に国の重要文化財に指定されている。このほかに、京都大学附属図書館所蔵「清原家家学書34種」（清家文庫）収録の『拾芥抄 3巻』（上巻：清原枝賢・清原国賢・清原宣賢筆、中巻：清原業賢筆、下巻：清原国賢筆）も昭和27年（1952年）7月19日に国の重要文化財に指定されている。

## デジタルアーカイブ

### 写本
- 拾芥抄 3巻 - 国立国会図書館デジタルコレクション
- 拾芥抄 3巻 - 京都大学貴重資料デジタルアーカイブ（重要文化財）
- 拾芥抄 - 東京大学史料編纂所歴史情報処理システム（重要文化財）
- 拾芥抄 - 早稲田大学図書館 古典籍総合データベース

### 活字本
- 吉川弘文館、1906年（明治39年）2月18日発行
  - 『故實叢書 拾芥抄 巻上』 - 国立国会図書館デジタルコレクション doi:10.11501/772008
  - 『故實叢書 拾芥抄 巻中』 - 国立国会図書館デジタルコレクション doi:10.11501/772009
  - 『故實叢書 拾芥抄 巻下』 - 国立国会図書館デジタルコレクション doi:10.11501/772010